# Азазель (роман)
«Азазе́ль» — роман російського письменника Бориса Акуніна. Перша частина з серії про пригоди російського слідчого Ераста Петровича Фандоріна.

## Про книгу
«Азазель» — перша книга з серії «Пригоди Ераста Фандоріна» та перша книга російського перекладача та письменника Бориса Акуніна.
Роман побачив світ у 1998 році та став бестселером.

## Сюжет
1876 рік. Молодому слідчому Ерасту Фандоріну доручають справу про самогубство багатого молодика в Олександрівському саду. Фандорін натрапляє на слід таємничої організації, що якимось чином пов'язана з естернатами англійської благодійниці леді Естер…

## Цікаві факти
- У 2001 році екранізовано книгу «Азазель». Телесеріал теж називався «Азазель». Роль Фандоріна зіграв Ілля Носков.
- У 2009 розпочалися зйомки голівудського фільму «Зимова королева або Азазель», за відомим твором Бориса Акуніна.
- 19 січня 2023 року на екрани вийшов серіял «Фандорін. Азазель», де події відбуваються в альтернативній Росії, у якій не було революції 1917 року і досі царствує дім Романових.

## Переклади українською
- Борис Акунін. Азазель. Переклад з російської: Віктор Бойко. — Харків: Фоліо, 2003. — 255 с. ISBN 966-03-1953-3
- Борис Акунін. Азазель. Переклад з російської: Лариса Дубас. — Київ: Сім кольорів, 2017. — 240 с. ISBN 978-966-2054-67-5